# Sonic Focus
Sonic Focus Inc. — американская компания, разработчик программного обеспечения, расположена в Саут Лейк Тахо (Калифорния). Основана в 1995 году с целью улучшить качество трансляции концертных выступлений через интернет. Предлагает технологии обработки аудио, которые воссоздают оригинальный звук на цифровых записях, потерявших в качестве из-за компрессии. Продукты компании могут использоваться для улучшения звука во многих электронных устройствах: мобильных телефонах, автомобильных звуковых системах, компьютерах, mp3-плеерах, телевизорах и домашних кинотеатрах.
В начале 2008 года Sonic Focus была куплена компанией ARC International, поставщиком прав на интеллектуальную собственность для OEM-производителей и полупроводниковых компаний. В 2009 году ARC International в свою очередь была куплена компанией Virage Logic. В сентябре 2010 года компанию Virage Logic приобрела Synopsys Inc.

## Продукты
- Adaptive Dynamics — помогает восстановить чистоту и достоверность звучания сжатого аудиосигнала в музыке, фильмах и играх.
- X-Matrix — создаёт объёмное звучание в стереоколонках и наушниках.
- Extrapolator — расширяет стерео аудиосигнал до многоканального студийного звука при помощи физического моделирования.
- Virtual Bass — существенно улучшает воспроизведение низких частот колонками с ограниченной способностью к их воспроизведению, без ухудшения чистоты звучания голоса или деталей.